# Aartsbisdom Dhaka
Het aartsbisdom Dhaka (Latijn: Archidioecesis Makassarensis) is een rooms-katholiek aartsbisdom met als zetel Dhaka, hoofdstad van Bangladesh. De aartsbisschop van Dhaka is metropoliet van de kerkprovincie Dhaka, waartoe ook de volgende suffragane bisdommen behoren:
- Dinajpur
- Mymensingh
- Rajshahi
- Sylhet

## Geschiedenis
Het aartsbisdom werd opgericht op 15 februari 1850, als het apostolisch vicariaat Eastern Bengal, uit delen van het apostolisch vicariaat Bengal. Op 1 september 1886 werd het verheven tot bisdom, en een jaar later in 1887 veranderde het van naam naar bisdom Dacca. Op 15 juli 1950 werd het verheven tot metropolitaan aartsbisdom. Op 19 oktober 1982 veranderde het van naam naar aartsbisdom Dhaka. 
Het verloor meermaals gebied bij de oprichting van het bisdom Chittagong (1927), de apostolische prefectuur Haflong (1952), en de bisdommen Mymensingh (1987) en Sylhet (2011). 

## Parochies
Het aartsbisdom had in 2021 een oppervlakte van 12.500 km2 en telde 24.986.650 inwoners waarvan 0,3% rooms-katholiek was.

## Ordinarii

### Apostolisch vicarissen
- Thomas Olliffe (15 februari 1850 - 2 november 1855)
- Peter Dufal (3 juli 1860 - 28 juli 1876)
- Jordan Marie Joseph Ballsieper (5 april 1878 - april 1886)

### Bisschoppen
- Augustin Joseph Louage (21 november 1890 - 8 juni 1894)
- Peter Joseph Hurth (26 juni 1894 - 15 februari 1909)
- Frederick Franz Linneborn (13 februari 1909 - 21 juli 1915)
- Amand-Théophile-Joseph Legrand (16 augustus 1916 - 9 november 1929)
- Timothy Joseph Crowley (9 november 1929 - 2 oktober 1945; coadjutor sinds 26 januari 1927)

### Aartsbisschoppen
- Lawrence Leo Graner (bisschop: 13 februari 1947, aartsbisschop: 15 juli 1950 - 23 november 1967)
- Theotonius Amal Ganguly (23 november 1967 - 2 september 1977; coadjutor sinds 6 juli 1965, hulpbisschop sinds 3 september 1960)
- Michael Rozario (17 december 1977 - 9 juli 2005)
  - Theotonius Gomes (hulpbisschop: 23 februari 1996 - 28 april 2014)
- Paulinus Costa (9 juli 2005 - 22 oktober 2011)
- Patrick D’Rozario (22 oktober 2011 - 30 september 2020; coadjutor sinds 25 november 2010, kardinaal in 2016)
  - Shorot Francis Gomes (hulpbisschop: 8 februari 2016 - 12 mei 2021)
- Bejoy Nicephorus D’Cruze (30 september 2020 - heden)
  - Subroto Boniface Gomes (hulpbisschop: 15 februari 2024 - heden)

## Galerij van afbeeldingen

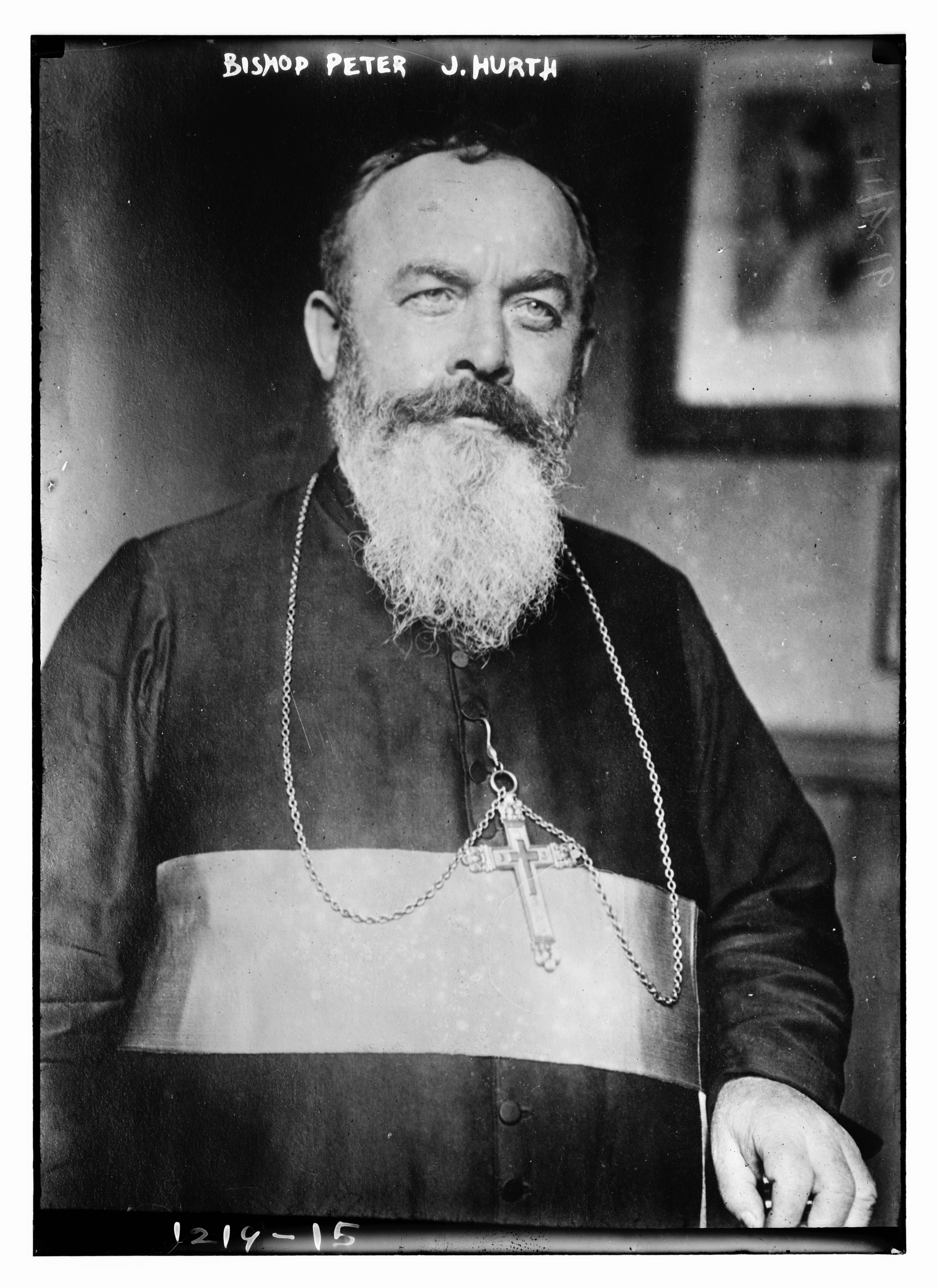
Bisschop Peter Joseph Hurth (1894-1909)
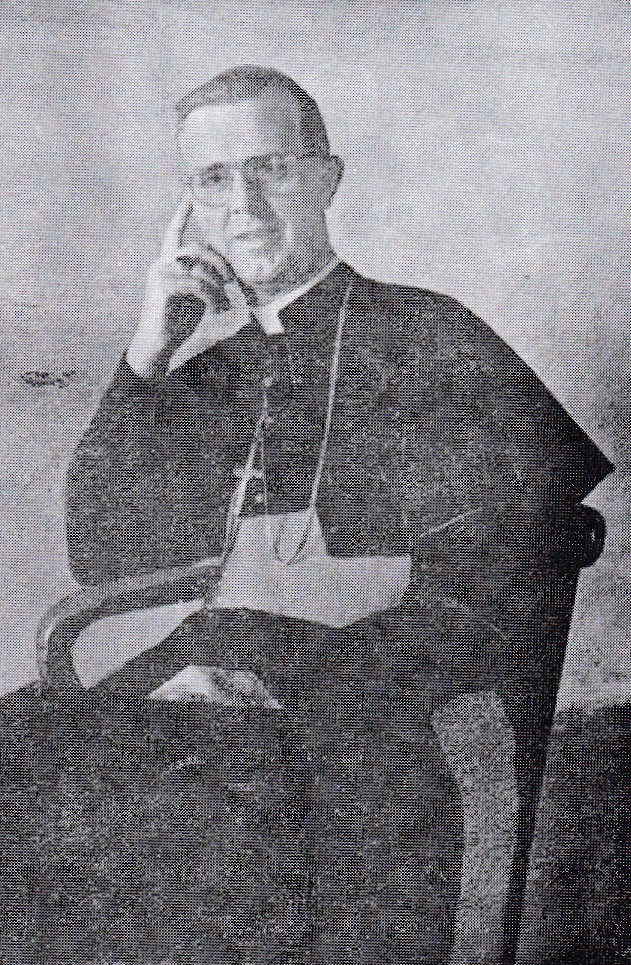
Aartsbisschop Lawrence Leo Graner (1947-1967)
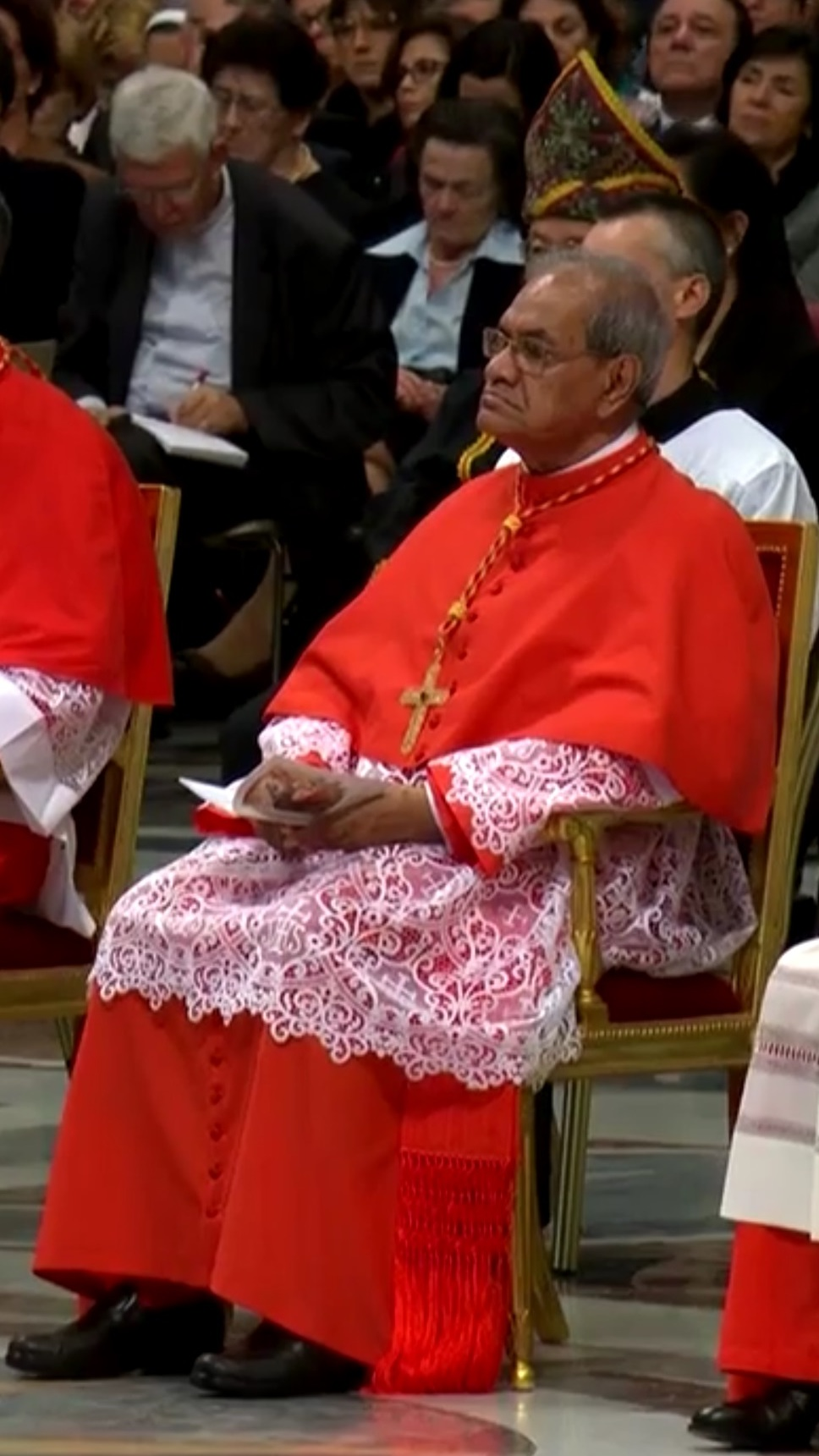
Aartsbisschop Patrick D’Rozario (2011-2020), kardinaal in 2016